# Park Narodowy Färnebofjärden
Park Narodowy Färnebofjärden (szw. Färnebofjärdens nationalpark) – park narodowy w Szwecji, położony na terenie gmin Sandviken i Heby, w regionach Gävleborg i  Uppsala. Został utworzony w 1998 w celu ochrony unikatowego rozlewiska rzeki Dalälven oraz utworzonych przez nie ponad 200 wysp. Na terenie parku regularnie gnieździ się ponad 100 gatunków ptaków.
Dolny odcinek rzeki Dal, od miasta Avesta do ujścia do Morza Bałtyckiego znacznie różni się charakterem od odcinka górnego – rzeka płynie po równinach, rozlewając się szeroko. Dodatkowo w pobliżu miast Tyttbo i Gysinge coroczne wiosenne powodzie powiększają obszar mokradeł.
Różnorodność przyrody parku związana jest także z unikatowym położeniem parku w obrębie Limes Norrlandicus - naturalnej, bardzo wyraźnej granicy między północą tajgą a lasami liściastymi południa.
Park Narodowy Färnebofjärden został włączony do programu Natura 2000 oraz w listopadzie 2001 objęty konwencją ramsarską jako cenny przyrodniczo obszar wodno - błotny, mający znaczenie międzynarodowe.
Na terenie parku wytyczono szereg szlaków turystycznych, można go również zwiedzać na pokładzie łodzi. Na terenie parku zbudowano kilka schronień dla turystów i punktów informacyjnych. W miejscowości Gysinge Bruk znajduje się centrum informacyjne, otwarte w 2005.